# شهراب (سفلى أردستان)
شهراب (بالفارسية: شهراب) هي قرية تقع في إيران في Sofla Rural District. يقدر عدد سكانها بـ 70 نسمة بحسب إحصاء 2016.